# Ковлер, Анатолий Иванович
Анато́лий Ива́нович Ко́влер (род. 26 августа 1948 года, Сары-Хасар, Таджикская ССР) — советский и российский учёный-правовед, судья Европейского суда по правам человека с 1998 года по 2012 год, доктор юридических наук, профессор, Заслуженный юрист Российской Федерации (1994), государственный советник юстиции 1 класса, почетный работник судебной системы.

## Биография
В 1971 году окончил МГИМО МИД СССР и аспирантуру Института международного рабочего движения (ИМРД) АН СССР. Стажировался за рубежом (в Италии, Франции, Бельгии, Великобритании, Ирландии). Занимался преподавательской деятельностью в Брюсселе, Милане, Женеве, Вашингтоне, Париже и других городах. В 1977—1978 годах — редактор ежегодника ИМРД «Соревнование двух систем». В 1978 году защитил кандидатскую диссертацию «Буржуазные партии Пятой республики и рабочий электорат Франции, 1958—1978 гг. : методы воздействия французских буржуазных партий на рабочий электорат».
С 1979 года работал в Центре сравнительного права Института государства и права АН СССР: младший научный сотрудник, старший научный сотрудник, заведующий сектором зарубежной информации, руководитель центра сравнительного правоведения (в 1992—1999 годах). В 1996-1999 годах - главный редактор журнала « Государство и право» ( по совместительству)
В 1988—1992 годах преподавал на социологическом факультете МГУ и МГИМО, в 1992—1995 годах — в РАУ. В 1991 году защитил докторскую диссертацию «Исторические формы демократии: проблемы политико-правовой теории».
В 1991—1993 годах был экспертом Конституционного Суда РФ. Участвовал в работе над Конституцией России 1993 года, а также над проектами законов о политических партиях, избирательном законодательстве. В 1994 году присвоено звание заслуженного юриста РФ. 
В 2013 году, после ухода из ЕСПЧ, стал советником Конституционного суда государственным советником юстиции 1 класса, а также сотрудником кафедры судебной власти Высшей школы экономики; заведовал кафедрой до 2018 года. Читает курсы «Международное правосудие», «Проблемы теории судебного правоприменения», «Верховенство права и единство судебного правоприменения», осуществляет научное руководство аспирантами.
В 2013—2018 годах преподавал на кафедре конституционного права юрфака МГУ, читал спецкурс о Европейском суде по правам человека.
С 2016 года работает в Институте законодательства и сравнительного правоведения при Правительстве РФ — заведующий центром международного права и сравнительных правовых исследований.
В мае 2016 года решением Президента России назначен членом «Венецианской комиссии» Совета Европы от Российской Федерации в качестве второго (замещающего) члена; первый — директор ИЗиСП академик Т. Я. Хабриева. В марте 2022 года прекращено членство России в Венецианской комиссии.
Указом Президента Российской Федерации от 03 декабря 2018 г. № 691 назначен членом Совета при Президенте Российской Федерации по развитию гражданского общества и правам человека.
В июле 2023 года избран Советом Федерации членом Высшей квалификационной коллегии судей Российской Федерации.
Сын — Ковлер Олег Анатольевич, Адвокат, Председатель Московской коллегии адвокатов "Ковлер и партнеры". 

## Судья ЕСПЧ
В 1999 году Парламентской ассамблеей Совета Европы избран первым российским судьёй реформированного Европейского суда по правам человека. Находился на этом посту до декабря 2012 года по окончании второго мандата.
Среди дел, рассмотренных Большой палатой, выражал особое мнение по делам «Refah Partisi and Others v. Turkey» (совпадающее), «Ilascu and others v. Moldova and Russia», «Slivenko v. Latvia», «Cyprus v. Turkey», «Oršuš and Others v. Croatia», « Catan and Others v. Moldova and Russia», «Hirst v. the United Kingdom (no. 2)», «Şerife Yiğit v. Turkey» (совпадающее). Среди известных дел против России выражал особое мнение также по делам «Ivanţoc and Others v. Moldova and Russia», «Tangiyeva v. Russia», «Kudeshkina v. Russia», «Akhmetov v. Russia», «Konstantin Markin v. Russia», «Republican party of Russia v. Russia», «Berladir and Others v. Russia», «Tashukhadzhiyev v. Russia» и многим другим; «Velkhiyev and Others v. Russia»; взял самоотвод при повторном рассмотрении дела «Konstantin Markin v. Russia», а также в деле ЮКОСа.

## Награды
- Орден Дружбы (3 апреля 2023) — за большой вклад в развитие юридической науки и совершенствование российского законодательства наградить работников федерального государственного научно-исследовательского учреждения "Институт законодательства и сравнительного правоведения при Правительстве Российской Федерации" (город Москва)[12]
- Благодарность Президента Российской Федерации (2018) за большой вклад в развитие юриспруденции и конституционного законодательства.

- Заслуженный юрист Российской Федерации (18 июня 1994) — за заслуги в укреплении законности, успешную нормотворческую деятельность и многолетнюю добросовестную работу[13]
- Лауреат Высшей юридической премии «Фемида» ( 2008, 2023)
- Премия имени А.Ф. Кони (РАН, 23 апреля 2024) — за серию научных работ, посвященных исследованию международного права, прав человека и теории права, разрешению фундаментальных вопросов правовой политики